# أمن لوس ألاموس الوطني
كانت أمن لوس ألاموس الوطني، أل أل سي (LANS LLC) شركة خاصة ذات مسؤولية محدودة (LLC) أسستها جامعة كاليفورنيا، وبكتل، وبي دبليو أكس للتكنولوجيا، ومجموعة واشنطن الدولية (التي اشترتها ألكوم في عام 2014). منذ إنشائها حتى 1 نوفمبر 2018، قامت بتشغيل مختبر لوس ألاموس الوطني (LANL) لوزارة الطاقة والإدارة الوطنية للأمن النووي. تولى الإدارة المباشرة وتشغيل مختبر لوس ألاموس الوطني من جامعة كاليفورنيا في 1 يونيو 2006. كان مقرها في لوس ألاموس، نيو مكسيكو . يتم الآن الإشراف على تشغيل مختبر لوس ألاموس الوطني من قبل أمن ترياد الوطني.
أسست اتفاقية بين أعضاء أمن لوس ألاموس الوطني الأربعة مجلس محافظين تم تكليفه بالإشراف على شركة أمن لوس ألاموس الوطني وحوكمتها. تضمن المجلس ثلاثة أفراد عينتهم جامعة كاليفورنيا وثلاثة أفراد عينتهم بكتل، بالإضافة إلى أربعة حكام مستقلين تم اختيارهم لخبراتهم وخبراتهم في المجالات ذات الصلة بعمليات مختبر لوس ألاموس الوطني. ضم مجلس الإدارة لجنة تنفيذية تتألف من ستة أعضاء معينين من جامعة كاليفورنيا وشركة بكتل.
قدم رئيس شركة أمن لوس ألاموس الوطني، تشارلز ف. ماكميلان، تقارير مباشرة وفقط إلى مجلس إدارة أمن لوس ألاموس الوطني شغل ماكميلان أيضًا منصب مدير المختبر.
في سبتمبر 2007، أعلن المخرج مايكل آر أناستازيو عن تسريح محتمل لـ 2500 شخص بناءً على عجز متوقع في الميزانية يبلغ 350 مليون دولار للسنة المالية 2008.  ساهمت رسوم التشغيل التي تبلغ حوالي 79 مليون دولار أمريكي وضريبة الإيصالات الإجمالية لولاية نيو مكسيكو (تم تشغيل مختبر لوس ألاموس الوطني سابقًا بواسطة جامعة كاليفورنيا باعتبارها مؤسسة غير ربحية ) بما يقرب من نصف العجز المتوقع في الميزانية. 
قامت سلسلة من المدونات  بمراقبة ومناقشة إدارة مختبر لوس ألاموس الوطني منذ أن أغلق المدير آنذاك بيت نانو المختبر ردًا على العديد من حوادث السلامة والأمن المزعومة. 

## روابط خارجية
- LANL بقية القصة
- موقع LANS
- موقع الويب الخاص بشركة بكتل
- موقع ويب موقع نهر سافانا